# Tintoria (podcast)
Tintoria è un podcast italiano condotto da Daniele Tinti e Stefano Rapone, registrato dal vivo e diffuso con cadenza settimanale.

## Storia
Nato nel 2018 come podcast autoprodotto e registrato a Roma in ambiente domestico, vedeva inizialmente il solo Tinti alla conduzione e Rapone in veste di autore. Quest'ultimo è poi passato al ruolo di co-conduttore a partire dalla puntata #35.
Il titolo del podcast è un gioco di parole sul cognome di Daniele Tinti. Il formato, ispirato per stessa ammissione degli autori da quello dei podcast dei comici statunitensi, prevede solitamente la conversazione con un ospite proveniente dal mondo dello spettacolo o della musica. La discussione è perlopiù a tema libero, solitamente focalizzata sulla carriera o le opere dell'ospite, fatta eccezione per alcune rubriche ricorrenti.
A causa delle restrizioni dettate dalla pandemia di COVID-19, passò dapprima in versione web, con ospiti e conduttori in collegamento remoto, e poi in versione dal vivo con pubblico, prima con un episodio speciale registrato durante un tour con la collaborazione di Luca Ravenna nell'estate 2020 e poi stabilmente a partire dal maggio del 2021. Dopo diverse variazioni della sede di registrazione, il podcast ha trovato una collocazione stabile nel locale romano Snodo Mandrione, fino a metà del 2025. Occasionalmente le puntate vengono registrate in altre città italiane, all'interno di locali o teatri, o nel contesto di altre manifestazioni.
Nel corso degli anni si è affermato come uno dei podcast italiani di maggior successo. Nel 2023 è stato premiato come miglior podcast al 51º Premio Internazionale di Satira Politica Forte dei Marmi e ha vinto inoltre il premio del pubblico agli Italian Podcast Awards. Nello stesso anno è entrato a far parte del circuito di distribuzione OnePodcast, media factory del Gruppo GEDI. Nel 2024 ancora ha vinto il premio come miglior podcast italiano assegnato dalla rivista Best Movie nell'ambito della manifestazione Best Movie Comics and Games.

## Puntate e ospiti in ordine cronologico
1. Alessandro Gori aka Lo Sgargabonzi (scrittore)
2. Filippo Giardina (comico)
3. Matteo Corradini (autore)
4. Pietro Sparacino (comico)
5. Saverio Raimondo (comico)
6. Carla Pol (comica)
7. Luca Ravenna (comico)
8. Edoardo Ferrario (comico)
9. Niccolò Contessa (musicista)
10. Alessandro Gori aka Lo Sgargabonzi (scrittore) 2ª volta
11. Daniele Fabbri (comico)
12. Michela Giraud (comica)
13. Davide Marini (comico)
14. Valerio Lundini (comico e conduttore televisivo)
15. Claudio Colica (attore)
16. Giovanni Vipra (musicista)
17. Chiara Galeazzi (scrittrice)
18. Francesco De Carlo (comico)
19. Judah Friedlander (attore)
20. Dan Bensadoun aka Replicànt (musicista)
21. Tutti Fenomeni (musicista)
22. Garage Gang (musicisti), Cecilia Vecchio (attrice)
23. Saverio Raimondo (comico) 2ª volta
24. Mauro Fratini (comico)
25. Valerio Lundini (comico e conduttore televisivo) 2ª volta
26. Pippo Sowlo e Christian De Seeker (musicisti)
27. Manuel Bongiorni aka Musica Per Bambini (musicista)
28. Filippo Spreafico (comico)
29. Pietro Sparacino (comico) 2ª volta
30. Andrea Catenaro aka Laago! (musicista)
31. Daniela Delle Foglie (comica)
32. Michela Giraud (comica) 2ª volta
33. Daniele Manusia (giornalista sportivo)
34. Valerio Lundini (comico e conduttore televisivo) 3ª volta, Matteo Tiberia (autore)
35. Francesco Lancia (autore)
36. Emanuela Fanelli (attrice)
37. Martina Catuzzi (comica)
38. Edoardo Ferrario (comico) 2ª volta
39. Velia Lalli (comica)
40. Serena Tateo (attrice), Laura Grimaldi (attrice), Daniela Delle Foglie (comica) 2ª volta e Michela Giraud (comica) 3ª volta
41. Nessun ospite
42. Liliana Fiorelli (attrice)
43. Carmine Del Grosso (comico)
44. Nicolò Falcone (comico)
45. Luca Cupani (comico)
46. Elianto (comico)
47. Davide Calgaro (attore)
48. Vincenzo Comunale (comico)
49. Daniele Raco (comico)
50. Nessun ospite
51. Dutch Nazari (musicista)
52. Federica Cacciola (attrice)
53. Oiza Q. Obasuyi (giornalista)
54. Saverio Raimondo (comico) 3ª volta
55. Francesco De Carlo (comico) 2ª volta
56. Speciale di Natale
57. Roberto d'Ambrosio (autore)
58. Roberto Lipari (comico)
59. Luca Cattini (imprenditore)
60. Guia Scognamiglio (attrice)
61. Filippo Giardina (comico) 2ª volta
62. Matteo Corradini (autore) 3ª volta
63. Francesco Mileto (comico)
64. Daniele Fabbri (comico) 2ª volta
65. Tommaso Faoro (comico)
66. Eleazaro Rossi (comico)
67. Renato Minutolo (comico)
68. Luigi Di Capua (sceneggiatore)
69. Francesco Malcolm (attore)
70. Laila Al Habash (musicista)
71. Gabriele Antinori (comico)
72. Giada Messetti (sinologa)
73. Nessun ospite
74. Yoko Yamada (comica)
75. Chiara Galeazzi (scrittrice) e Filippo Ferrari (giornalista) - Speciale Sanremo
76. Edoardo Confuorto (comico)
77. Nessun ospite
78. Elio Biffi (musicista)
79. Giorgio Magri (comico)
80. Adriano Venditti (doppiatore)
81. Ghemon (musicista)
82. Momoka (influencer)
83. Francesco Mandelli (attore)
84. Emiliano Colasanti (discografico)
85. Nessun ospite
86. Serena Tateo (attrice), Luca Vecchi (attore)
87. Stefano Gorno (comico)
88. Alessandro Mannucci (comico)
89. Francesco Pacifico (scrittore)
90. Nessun ospite
91. Laura Formenti (comica)
92. Irene Graziosi (scrittrice)
93. Nic Cester (musicista)
94. Selton (musicisti)
95. Luca Ravenna (comico) 2ª volta
96. Michela Giraud (comica) 4ª volta
97. Sonia Ceriola (conduttrice)
98. Simone Cicalone (youtuber)
99. Fabio Pinci aka Ceppaflex (musicista)
100. Nessun ospite (#100)
101. Alessandro Cino Zolfanelli (regista)
102. Luca Vecchi (attore) 2ª volta, Valerio Desirò (attore)
103. Davide Marini (comico) 2ª volta, Sandro Canori (comico) e Andrea di Castro (comico)
104. Cachemire podcast (Luca Ravenna ed Edoardo Ferrario)
105. Francesco De Carlo (comico) 2ª volta
106. Guia Scognamiglio (comica), Tommaso Faoro (comico)
107. Eleazaro Rossi (comico)
108. Raffaello Corti (comico)
109. Pietro Sparacino (comico) 2ª volta, Mauro Fratini (comico) 2ª volta
110. Nessun ospite
111. Daniele Fabbri (comico) 3ª volta
112. Eleazaro Rossi (comico) 2ª volta
113. Riccardo Cotumaccio (speaker radiofonico)
114. Danilo da Fiumicino (comico e influencer)
115. Martina Catuzzi (comica) 2ª volta
116. Nessun ospite
117. Velia Lalli (comica)
118. Sergio Viglianese (comico)
119. Giacomo Bevilacqua (fumettista)
120. Michela Giraud (comica) 5ª volta
121. Davide Marini (comico) 3ª volta
122. Giada Messetti (scrittrice)
123. Karma B (musiciste)
124. Carmelo Avanzato (musicista), Tahir Hussain (regista)
125. Presentazione del film Il grande caldo
126. Ditonellapiaga (musicista)
127. Nessun ospite (live da Recanati)
128. Tutti Fenomeni (musicista) 2ª volta
129. Cecilia Sala (giornalista)
130. Dado (comico)
131. Nessun ospite (live da Prato)
132. Martin e Luis Sal (youtuber)
133. Pietro Sparacino 3ª volta
134. Giovanni Benincasa (autore televisivo)
135. Gero Arnone (autore televisivo), Eliana Albertini (fumettista)
136. Massimo Ceccherini (attore)
137. Gipi (fumettista)
138. Maccio Capatonda (regista)
139. Valerio Lundini (comico e conduttore televisivo) 4ª volta
140. Margherita Vicario (attrice)
141. Paolo Calabresi (attore)
142. Nuzzo e Di Biase (comici)
143. Aurora Leone (attrice)
144. Zerocalcare (fumettista)
145. Riccardo Rossi (attore)
146. Pietro Sermonti (attore)
147. Barbascura X (scrittore)
148. Frank Matano (attore)
149. The Pills (comici)
150. Bugo (musicista)
151. Lillo (attore)
152. Andrea Delogu (conduttrice televisiva)
153. Lo Stato Sociale (musicisti)
154. Alessandro Cattelan (conduttore televisivo)
155. Marco Marzocca (attore)
156. Rocco Tanica (musicista)
157. Willie Peyote (musicista)
158. Gianluca Fru (comico)
159. Francesco Costa (giornalista)
160. Fulminacci (musicista)
161. Giorgio Frassineti (politico)
162. Massimo Bagnato (comico)
163. Piero Pelù (musicista)
164. Pilar Fogliati (attrice)
165. Alessandro Masala (youtuber)
166. Maurizio Battista (comico)
167. Marco Cappato (attivista)
168. Alberto Grandi (scrittore)
169. Madame (musicista)
170. Carolina Crescentini (attrice)
171. Giovanni Truppi (musicista)
172. Walter Fontana (scrittore)
173. Piotta (musicista)
174. Eterobasiche (comiche e influencer)
175. Paolo Rossi (attore)
176. Giovanni Cacioppo (comico)
177. Arturo Brachetti (attore)
178. Martufello (comico)
179. Gabriele Cirilli (comico)
180. Gigi Datome (cestista)
181. Paola Minaccioni (attrice)
182. Jacopo Fo (scrittore)
183. Linus (conduttore radiofonico)
184. Alex Britti (musicista)
185. Giobbe Covatta (comico)
186. Antonio Rezza e  Flavia Mastrella (attori e produttori teatrali)
187. Vinicio Marchioni (attore)
188. Caterina Guzzanti (attrice)
189. Trio Medusa (conduttori radiofonici)
190. J-Ax (musicista)
191. Pietro Castellitto (attore e regista)
192. Daniela Collu (autrice)
193. Greg (comico e musicista)
194. Cochi Ponzoni (attore)
195. Gino Paoli (musicista)
196. Brunori Sas (musicista)
197. Brenda Lodigiani (attrice)
198. Marco D'Amore (attore)
199. Ceccon e Balbontin (comici)
200. Nessun ospite
201. Marcello Cesena (regista)
202. Stefano Nazzi (giornalista)
203. Giancarlo Magalli (conduttore televisivo)
204. Michela Giraud (comica) 6ª volta
205. Lucia Ocone (attrice)
206. Elio Germano (attore)
207. Elio (musicista)
208. Neri per Caso (musicisti)
209. Raul Cremona (comico)
210. Francesco Fanucchi (comico)
211. Dario Moccia (youtuber)
212. Gioele Dix (comico)
213. Luca Bizzarri (attore)
214. Daria Bignardi (conduttrice televisiva)
215. Alessandro Borghese (chef)
216. Filippo Ceccarelli (giornalista)
217. Paolo Hendel (comico)
218. Francesco Bianconi (musicista)
219. Gialappa's Band (autori)
220. Teo Teocoli (attore)
221. Dargen D'Amico (musicista)
222. Sandro Cappai (comico)
223. Max Giusti (comico)
224. Rocco Papaleo (attore e regista)
225. Diego Bianchi (conduttore televisivo)
226. Giorgio Montanini (comico)
227. Paolo Sorrentino (regista)
228. Donato Carrisi (scrittore)
229. Matilda De Angelis (attrice)
230. Gianluca Gazzoli (podcaster)
231. Claudio Bisio (comico)
232. Valerio Nicolosi (giornalista)
233. Irene Grandi (musicista)
234. Ubaldo Pantani (comico)
235. Ferzan Özpetek (regista)
236. Christian De Sica (attore)
237. Cristina D'Avena (musicista)
238. Nino Frassica (comico)
239. Leo Ortolani (fumettista)
240. Fabio De Luigi (comico)
241. Maurizio Milani (comico)
242. Coez (musicista)
243. Sabina Guzzanti (comica)
244. Serena Dandini (conduttrice televisiva)
245. Salvatore Esposito (attore)
246. Matteo Berrettini (tennista)
247. Giorgio Tirabassi (attore)
248. Guè (musicista)
249. Valerio Mastandrea (attore)
250. Nessun ospite
251. Paola Iezzi (musicista)
252. Giovanni Muciaccia (presentatore)
253. Coma Cose (musicista)
254. Costantino della Gherardesca (conduttore televisivo)
255. Nicola Savino (conduttore radiofonico)
256. Fiorella Mannoia (musicista)
257. Francesca Michielin (musicista)
258. Salvo Di Paola (comico)
259. Roberto Saviano (scrittore)
260. Giorgio Panariello (comico)
261. Neri Marcorè (attore)
262. Paolo Nori (scrittore)
263. Gabriele Mainetti (regista)
264. Pif (conduttore televisivo e regista)
265. Monir Ghassem (comica)
266. Claudio Amendola (attore)
267. Toni Bonji (comico)

### Speciale Sanremo
In occasione del Festival di Sanremo 2025 sono state trasmesse live da Sanremo cinque puntate speciali, sponsorizzate da Rolling Stone Italia. Sono stati ospiti:
1. Rose Villain
2. Enrico Melozzi
3. Noemi
4. Lucio Corsi
5. Giorgia